# Surinaamse gulden
De Surinaamse gulden (ISO-code: SRG) was van 1954 tot 2004 de munteenheid van Suriname.

## Geschiedenis
Vanaf 1940, toen Nederland onder Duitse bezetting kwam, ging de Nederlandse gulden in Suriname (toen nog een Nederlandse kolonie) een eigen ontwikkeling doormaken. Er ontstond een aparte valuta met een eigen wisselkoers, waarbij de vooroorlogse munten en bankbiljetten in gebruik bleven, terwijl in het moederland nieuwe, zinken muntstukken werden ingevoerd. Na de bevrijding van Nederland bleef deze situatie bestaan.
De vooroorlogse Wilhelminaguldens werden in 1954 aangevuld met muntbiljetten van 1 gulden, waarbij voor het eerst de naam Surinaamse gulden werd gebruikt. Op 1 april 1957 nam de nieuw opgerichte Centrale Bank van Suriname het roer over. De invoering van eigen Surinaams muntgeld werd aangekondigd in de muntverordening van 1960 en eind 1962 werden de eerste zilveren Surinaamse guldenmunten in omloop gebracht. Een Surinaamse gulden bestond, net als de Nederlandse, uit honderd cent.
De Surinaamse gulden had vanaf de jaren tachtig van de twintigste eeuw te maken met een grote inflatie. Daarom werden er na 1989 geen circulatiemunten meer geslagen. Op het laatst was één Surinaamse gulden minder waard dan een vroegere Nederlandse cent.
Op 1 januari 2004 werd de Surinaamse gulden vervangen door de Surinaamse dollar. Voor duizend Surinaamse guldens kreeg men in 2004 één Surinaamse dollar terug.
De oude guldenmunten werden na het invoeren van de Surinaamse dollar weer gebruikt in het betalingsverkeer. Dit betekent dat het muntgeld een grote waardestijging heeft ondergaan. Een munt van 100 guldencent is in waarde gelijk aan een munt van 100 SRD-cent. De herdenkingsmunten uit het guldentijdperk hebben slechts verzamelwaarde.

## Munten
- 250 cent 1987-1989
- 100 cent 1987-1989. In 1962 en 1966 werd een munt met gelijke waarde maar met het opschrift '1 gulden' geslagen.
- 25 cent 1962-1989
- 10 cent 1962-1989
- 5 cent 1962-1989
- 1 cent 1957-1989